# Colin Addison
Colin Addison (sinh ngày 18 tháng 5 năm 1940) là cựu cầu thủ bóng đá chuyên nghiệp và cựu huấn luyện viên người Anh.
Sinh ra ở Taunton, Somerset Addison bắt đầu sự nghiệp chơi bóng của anh với York City trước khi chuyển đến Nottingham Forest, Arsenal và Sheffield United. Sự nghiệp huấn luyện của anh bắt đầu khi anh đảm nhận vai trò cầu thủ kiêm huấn luyện viên ở Hereford United vào năm 1971 với chiến dịch FA Cup 1971-72 nổi tiếng, tại đó họ đã đánh bại Newcastle United.
Kể từ đó Addison đã huấn luyện một loạt các câu lạc bộ ở Liên hiệp Anh, cũng như ở các quốc gia khác như Tây Ban Nha, Nam Phi, Kuwait và Qatar.

## Sự nghiệp cầu thủ
Addison được sinh ra ở Somerset nhưng lớn lên ở York và ký hợp đồng chuyên nghiệp với York City vào năm 1957. Anh chơi ở vị trí tiền đạo trong. Mặc dù vậy, là một cầu thủ đa năng anh cũng chơi ở hàng tiền vệ trong sự nghiệp của mình.
Trong mùa giải thứ hai của mình anh đã ghi được 10 bàn thắng ở Giải vô địch giúp York thang hạng lên chơi ở Third Division, và giữa mùa giải 1960-61 anh được chuyển nhượng đến đội bóng đang chơi ở First Division là Nottingham Forest với phí chuyển nhượng 12.000 bảng Anh, đó là mức phí kỷ lục của City.
Addison thường xuyên được thi đấu tại City Ground, ghi được 62 bàn thắng trong 160 trận ở Giải vô địch, trước khi gia nhập Arsenal của Bertie Mee vào năm 1966 với phí chuyển nhượng 45.000 bảng Anh. Arsenal đang trong tình trạng ảm đạm khi anh gia nhập từ Nottingham Forest vào tháng 9 năm 1966 với hy vọng rằng năng lực chuyên môn của anh có thể vực dậy đội bóng của HLV Bertie Mee. Addison là một cầu thủ đa năng, chơi tốt ở hàng tiền vệ cũng như tiền đạo. Thật không may, chấn thương đã cản trở anh trong suốt thời gian ở Bắc London và kết quả là anh không bao giờ chơi ổn định ở một vị trí nào.
Anh ghi bàn trong ba trận thắng liên tiếp vào tháng 9 năm 1967 và kết thúc với một kỷ lục là ghi bàn trong mỗi ba trận cho CLB, nhưng Addison đã không hoàn toàn khẳng định được mình và chuyển đến Sheffield United sau hơn một năm với Arsenal khi kết thúc mùa giải 1966-67.
Addison gia nhập United dựa trên sự giới thiệu của trợ lý HLV Andy Beattie, người mà anh đã cùng chơi bóng khi còn ở Nottingham Forest, với phí chuyển nhượng 40.000 bảng Anh. Chơi ở vai trò trung phong và kiến tạo, anh có được vị trí thường xuyên ở đội I cho đến mùa giải 1971, sau đó anh đã quyết định chuyển lên vai trò huấn luyện, dẫn dắt đội bóng nghiệp dư (chưa tham gia liên đoàn) Hereford United trong vai trò cầu thủ kiêm HLV.

## Sự nghiệp huấn luyện

### Cầu thủ kiêm huấn luyện viên
Addison đến Hereford United vào tháng 10 năm 1971, kế nhiệm huyền thoại John Charles trong vai trò cầu thủ kiêm HLV. Anh đã được thừa hưởng một đội ngũ cầu thủ chất lượng, dẫn dắt họ trong chiến dịch FA Cup nổi tiếng nhất trong lịch sử CLB và cuối cùng là đưa đội bóng gia nhập liên đoàn bóng đá.
Ở vòng hai, Addison và đội bóng của ông cần đến hai trận đá lại để vượt qua Northampton Town, chờ đợi họ ở phía trước là chuyến hành quân đến sân của đội bóng đang thi đấu ở hạng đấu cao nhất nước Anh Newcastle United. Sau khi bị dẫn trước với tỷ số 2-1, Addison đã ghi bàn từ cự ly 22,8 mét để cân bằng tỷ số buộc the Magpies phải tham dự trận đá lại tại Edgar Street.
Trước đám đông khán giả và trên mặt sân lầy lội, Addison và Hereford đã có chiến thắng không tưởng với tỷ số 2-1 sau hiệp phụ với các bàn thắng của Radford và George. Họ tiếp tục buộc West Ham United phải đi đến trận đá lại ở vòng bốn, nhưng cuối cùng họ đã phải nhận thất bại với tỷ số 3-1 tại Boleyn Ground.
Hereford đã được gia nhập vào Liên đoàn Bóng đá khi kết thúc mùa giải đầu tiên của Addison trên cương vị huấn luyện viên toàn thời gian, và thành công tiếp tục đến ở mùa giải tiếp sau đó khi Hereford kết thúc với vị trí á quân ở Division Four.

### Huấn luyện viên toàn thời gian
Addison chơi bóng cho đến tháng 11 năm 1973, nhưng sau một chấn thương gãy chân, anh đã dành toàn bộ thời gian trong vai trò huấn luyện cho đến năm 1974, anh chuyển đến đội bóng của Nam Phi là Durban City F.C.. Để ghi nhận những thành tựu của anh tại Hereford, khu vực phía Bắc của Edgar Street được đặc tên là Addison Court để vinh danh anh.
Anh trở lại nước Anh vào tháng 12 năm 1975, gia nhập Notts County trong vai trò trợ lý của Ronnie Fenton. Vị trí huấn luyện tiếp theo của anh là tại Newport County trước khi anh trở lại vai trò trợ lý HLV, dưới quyền của Ron Atkinson tại West Bromwich Albion.
Sau hai mùa giải phụ trách ở Derby County Addison đã rời đi vào năm 1982, trở lại Newport County nơi mà anh đã dẫn dắt đội bóng kết thúc ở vị trí cao nhất của họ tại giải vô địch trong thời kỳ hậu chiến ở mùa giải 1982-83. Tháng 5 nam 1985, Addison rời đội bóng miền Nam Xứ Wales, chuyển đến Qatar để dẫn dắt Al-Ahli kết thúc ở vị trí thứ hai tại Giải vô địch Qatar. Sau đó, Addison di chuyển đến Tây Ban Nha, nơi mà anh đã đưa Celta Vigo từ Second Division giành quyền lên chơi ở 'La Liga' First Division trong mùa giả đầu tiên mà anh phụ trách.
Kế tiếp là lần trở lại West Bromwich Albion trong vai trò trợ lý cho Ron Atkinson, trước khi anh và Ron chuyển đến Atlético Madrid vào tháng 10 năm 1988. Tuy nhiên, Atkinson đã rời 'Colchoneros' chỉ sau hai tháng, theo đó Addison tiếp quản CLB. Addison rời Atletico sau khi giúp đội bóng thủ đô kết thúc ở vị trí thứ 5 tại La Liga First Division. Addison sau đó được liên hệ chuyển đến Cádiz CF, nơi mà anh đã giúp CLB có được một chuỗi các chiến thắng để đảm bảo một suất trụ hạng cho Cadiz ở La Liga First Division. Điểm đến tiếp theo của anh là Kuwait, đứng đầu giải vô địch cùng với Al-Arabi, nằm trên đội bóng xếp ở vị trí thứ hai là Al Qadisiya, được huấn luyện bởi Felipe Scolari. Trở lại Liên hiệp Anh, Addison một lần nữa đảm nhận vai trò huấn luyện ở Hereford United.
Anh tiếp tục dẫn dắt một loạt các CLB ở Liên hiệp Anh bao gồm Yeovil Town, Swansea City và đội bóng thuộc giải Conference National là Forest Green Rovers, dẫn dắt CLB kết thúc ở vị trí cao nhất trong lịch sử của họ ở giải vô địch.

## Cuộc sống cá nhân
Addison hiện đang sống ở thành phố Hereford, và là một bình luận viên trên BBC Radio Wales cho đến năm 2008.